# Lassy, Calvados

Lassy este o comună în departamentul Calvados, Franța. În 1 ianuarie 2018 avea o populație de 322 de locuitori.